# محطة قطار مجاز الصفاء
محطة مجاز الصفاء هي محطة قطار جزائرية تقع في بلدية مجاز الصفاء ، ولاية قالمة. تُعدّ جزءًا من شبكة الخطوط الإقليمية التي وتديرها الشركة الوطنية للنقل بالسكك الحديدية في الجزائر.

## الموقع في السكك الحديدية
تقع المحطة شمال غرب مدينة مجاز الصفاء، على الخط الممتد من عنابة إلى جبل العنق . وتسبقها محطة بوشقوف وتتبعها محطة عين تحميمين .

## خدمة الركاب

### خدمة
وتخدم محطة قطار بوشجوف القطارات الجهوية على خط سكك عنابة إلى تبسة.

## أنظر أيضا

### مَقالات ذات صلة
- خط من عنابة إلى جبل العنق
- قائمة محطات القطارات في الجزائر

### روابط خارجية
- "ش.و.ن.س.ح". الشركة الوطنية للنقل بالسكك الحديدية. مؤرشف من الأصل في 2025-05-05..